# Cers (Wind)

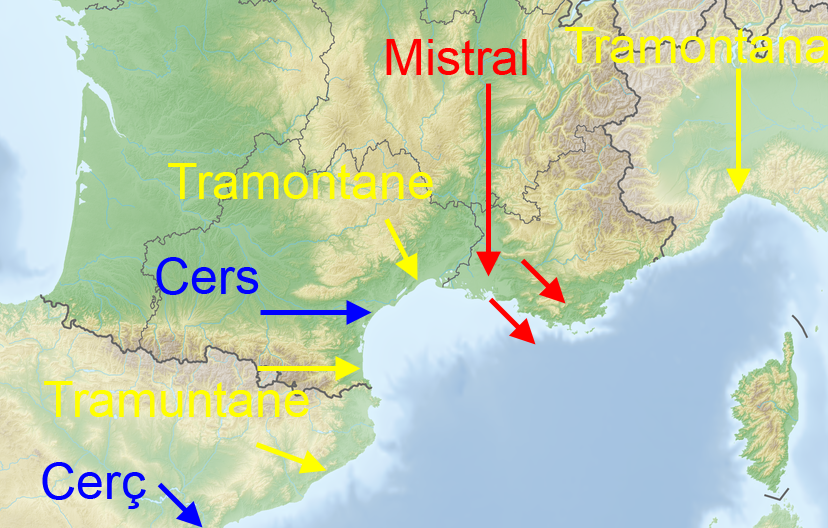
Winde vom Land zum Meer an der französischen Mittelmeerküste und den Nachbarküsten.

Der Cers ist ein Wind an der französischen Mittelmeerküste in der Gegend von Narbonne. Es handelt sich um einen trockenen Wind aus Nordwest bis West, der im Winter kalt ist und im Sommer heiß werden kann. Er entsteht in der Senke zwischen den nördlichen Pyrenäen-Ausläufern und den südlichen Ausläufern des Zentralmassivs. Diese Senke verbindet das Gebiet um Toulouse über die Seuil de Naurouze, Castelnaudary und Carcassonne mit der Mittelmeerküste. In diesem Tal verläuft auch der Canal du Midi und seit neueren Zeiten die Autoroute des Deux Mers. Liegt der Luftdruck in der Region von Toulouse höher als in der Region von Narbonne bläst der Cers Richtung Mittelmeer, auf den Golfe du Lion.
Der „Circius“ wurde bereits von römischen Schriftstellern erwähnt, so von Seneca im Jahr 62 und von Plinius im Jahr 77. Letzterer schrieb, dass der Circius von keinem anderen Wind an Stärke übertroffen würde. Seneca erwähnt einen Tempel, der in der Stadt Narbonne für den Gott Circius gebaut wurde, in dem die Einwohner für die gesunden Himmel danken, die er brachte. Es gab einen Tempel auf einem Hügel mit dem heutigen Namen St-Cyr, etwa 10 Kilometer nordöstlich von Narbonne, zwischen Ouveillan und Sallèles-d’Aude, (43° 16′ N, 2° 58′ O) der nach einem Besuch des Kaisers Augutus angelegt wurde.
Der Cers ist der älteste überlieferte Name für einen Wind in Frankreich. Die Herkunft des lateinischen Circius ist nicht bekannt. Es wird eine Ableitung vom griechischen kirkios (Wirbel, Windhose) oder vom keltischen cyrch (Gewalt, Ungestümtheit) diskutiert. Die Verwendung von Circius ist bis ins zweite Jahrhundert nachweisbar. Vom 9. bis 16. Jahrhundert findet sich „Circio“, ebenfalls im 16. „Cyerce“ und ab dem 17. schließlich Cers.
Der Cers bläst über das Jahr gesehen an drei von vier Tagen. Er vertreibt die Wolken und sorgt mit dafür, dass die Region um Narbonne die sonnenreichste ganz Frankreichs ist. Entsprechend seiner Windrichtung von West nach Ost neigen sich Bäume nach Osten. Bei älteren Häusern finden sich Eingang, Terrasse, Höfe und Gärten im Windschatten auf der Ostseite. Dem Cers wird auch zugutegehalten, dass er Stechmücken vertreibt und somit der Gesundheit förderlich ist.
Während der Cers für klaren Himmel sorgt, ist beim Marin, der in die entgegengesetzte Richtung bläst, das Gegenteil der Fall. Vom Meer kommend bringt er feuchte Luft mit sich.

## Cers und Tramontane
Der Cers wird bisweilen, etwa vom staatlichen Wetterdienst Météo-France, auch als Tramontane bezeichnet, beziehungsweise dem Tramontane zugerechnet.
Zum Unwillen der lokalen Bevölkerung, die hervorhebt, dass der Cers nicht der Tramontane sei.
Im Gegensatz zum Tramontane, der ein Fallwind ist, der über die Berge kommt, ist der Cers wie oben beschrieben und ähnlich wie der Mistral ein Wind der Talebene. Als Tramontane kann daher der Wind zwischen Sète und Montpellier aus Nordnordost bezeichnet werden, der über die Cevennen kommt, oder der Wind weiter im Süden im Roussillon und in Katalonien bis südlich von Barcelona, wo er über die Pyrenäen zieht. Noch weiter südlich, um Tarragona, wird der Wind wieder als Cers beziehungsweise auf Katalanisch als „cerç“ bezeichnet.